# Fosa craneal media
 La fosa craneal media, o piso medio, es una depresión en el suelo de la base del cráneo que alberga los lóbulos temporales que se proyectan del cerebro. Es más profunda que la fosa craneal anterior, es estrecha medialmente y se ensancha lateralmente a los lados del cráneo. Está separada de la fosa posterior por el clivus y la cresta petrosa.
Está limitada por delante por los márgenes posteriores de las alas menores del hueso esfenoides, las apófisis clinoides anteriores y la cresta que forma el margen anterior del surco quiasmático; por detrás, por los ángulos superiores de las porciones petrosas de los huesos temporales y el dorso sellæ; lateralmente por los escamosos temporales, los ángulos esfenoidales de los parietales y las alas mayores del esfenoides. Está atravesado por las suturas escamosa, esfenoparietal, esfenoescamosa y esfenopetrosa.
Alberga los lóbulos temporales del cerebro y la hipófisis. La craneotomía de la fosa media es una forma de extirpar quirúrgicamente los neuromas acústicos (schwannoma vestibular) que crecen dentro del conducto auditivo interno del hueso temporal.  

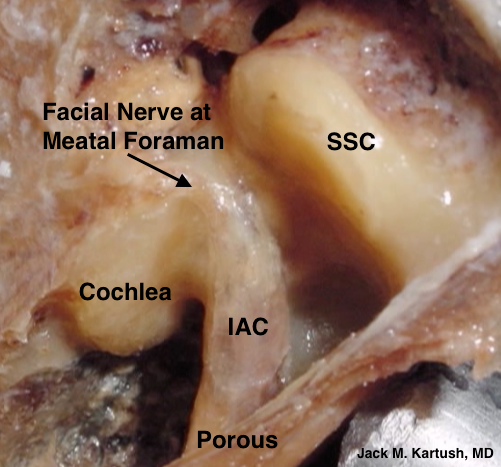
Anatomía quirúrgica de la fosa craneal media demostrada en un hueso temporal derecho de un cadáver por el Dr. Jack M Kartush - vista desde arriba

## Parte media
La parte media de la fosa presenta, por delante, el surco quiasmático y el tuberculum sellae; el surco quiasmático termina a ambos lados en el foramen óptico, que transmite el nervio óptico y la arteria oftálmica a la cavidad orbitaria.
Detrás del foramen óptico, la apófisis clinoide anterior se dirige hacia atrás y medialmente, y da unión al tentorium cerebelli.
Detrás del tuberculum sellæ hay una profunda depresión, la silla turca, que contiene la fosa hipofisaria, que alberga la hipófisis, y presenta en su pared anterior las apófisis clinoides medias.

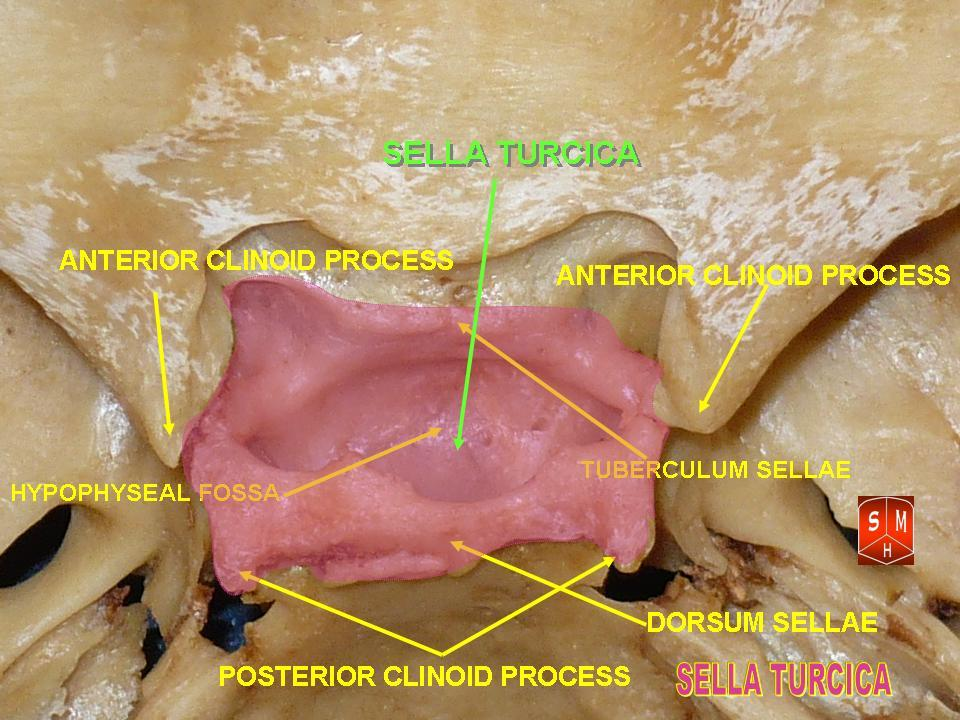
Silla turca y Fosa hipofisaria en rojo. Vista de la base de cráneo desde arriba de la bóveda craneal.

La silla turca está limitada posteriormente por una placa ósea cuadrangular, el dorso de la silla turca, cuyos ángulos superiores están coronados por las apófisis clinoides posteriores: éstas permiten la fijación del tentorium cerebelli, y debajo de cada una de ellas hay una muesca para el nervio abductor.
A ambos lados de la silla turca se encuentra el surco carotídeo, que es amplio, poco profundo y curvado como la letra    f cursiva.
Comienza por detrás en el foramen lacerum, y termina en la cara medial de la apófisis clinoides anterior, donde a veces se convierte en un foramen (caróticoclinoideo) por la unión de la apófisis clinoidea anterior con la media; posteriormente, está limitado lateralmente por la lingula.
Este surco alberga el seno cavernoso y la arteria carótida interna, estando esta última rodeada por un plexo de nervios simpáticos.

## Partes laterales

Fosa media en verde.

Las partes laterales de la fosa media tienen una profundidad considerable y sostienen los lóbulos temporales del cerebro.
Están marcadas por depresiones para las circunvoluciones cerebrales y atravesadas por surcos para las ramas anterior y posterior de los vasos meníngeos medios.
Estos surcos comienzan cerca del foramen espinoso, y el anterior se dirige hacia delante y hacia arriba hasta el ángulo esfenoidal del parietal, donde a veces se convierte en un canal óseo; el posterior se dirige lateralmente y hacia atrás a través de la parte escamosa del hueso temporal y pasa al parietal cerca de la mitad de su borde inferior.
También se observan las siguientes aberturas:
Por delante está la fisura orbital superior, limitada por encima por el ala pequeña, por debajo por el ala grande, y medialmente, por el cuerpo del esfenoides; suele completarse lateralmente por la placa orbital del hueso frontal.
Transmite a la cavidad orbitaria el oculomotor, el troclear, la división oftálmica del trigémino y los nervios abductores, algunos filamentos del plexo cavernoso del simpático y la rama orbital de la arteria meníngea media; y desde la cavidad orbitaria una rama recurrente de la arteria lagrimal hasta la duramadre, y las venas oftálmicas.
Detrás del extremo medial de la fisura orbitaria superior se encuentra el agujero rotundo, para el paso del nervio maxilar.
Detrás y lateral al foramen rotundo se encuentra el foramen oval, que transmite el nervio mandibular, la arteria meníngea accesoria y el nervio petroso superficial menor.
Medial al agujero oval está el agujero de Vesalio que varía en tamaño en diferentes individuos, y a menudo está ausente; cuando está presente, se abre por debajo en el lado lateral de la fosa escafoidea, y transmite una pequeña vena.
Lateral al agujero oval se encuentra el agujero espinoso, para el paso de los vasos meníngeos medios, y una rama recurrente del nervio mandibular.
Medial al agujero oval se encuentra el foramen lacerum; en estado fresco la parte inferior de esta abertura está rellena por una capa de fibrocartílago, mientras que sus partes superior e interna transmiten la arteria carótida interna rodeada por un plexo de nervios simpáticos.
El nervio del canal pterigoideo y una rama meníngea de la arteria faríngea ascendente perforan la capa de fibrocartílago.
En la superficie anterior de la porción petrosa del hueso temporal se observa la eminencia causada por la proyección del canal semicircular superior; por delante y un poco lateral a éste una depresión correspondiente al techo de la cavidad timpánica; el surco que conduce al hiato del canal facial, para la transmisión del nervio petroso superficial mayor y de la rama petrosa de la arteria meníngea media; por debajo, el surco más pequeño, para el paso del nervio petroso superficial menor; y, cerca del vértice del hueso, la depresión para el ganglio semilunar y el orificio del canal carotídeo.

## Imágenes adicionales

Animación
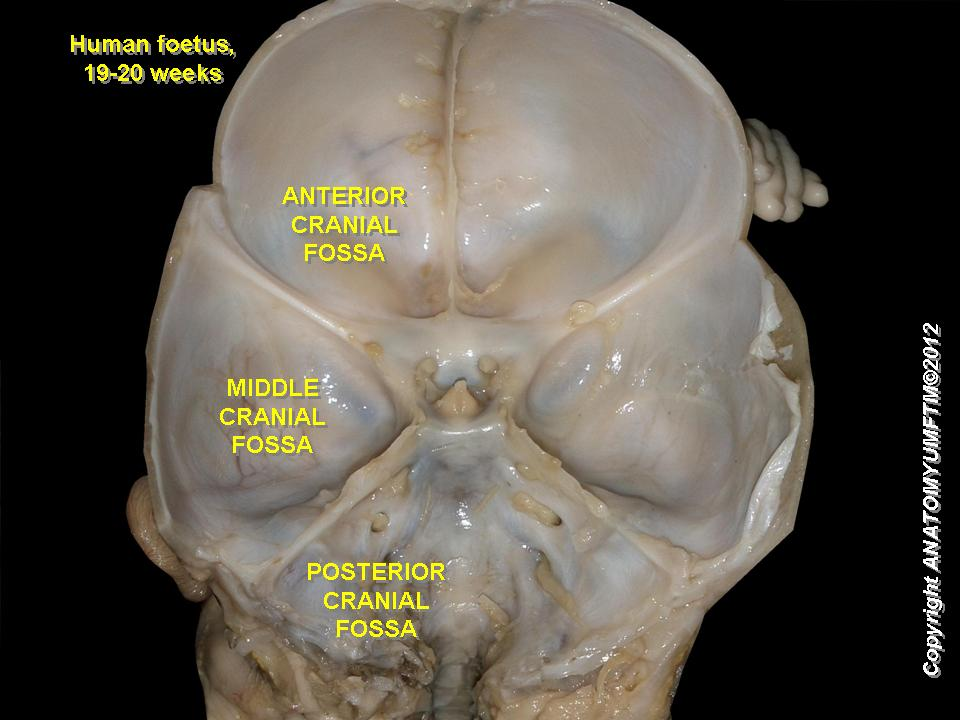
Fosa craneal media en el feto humano
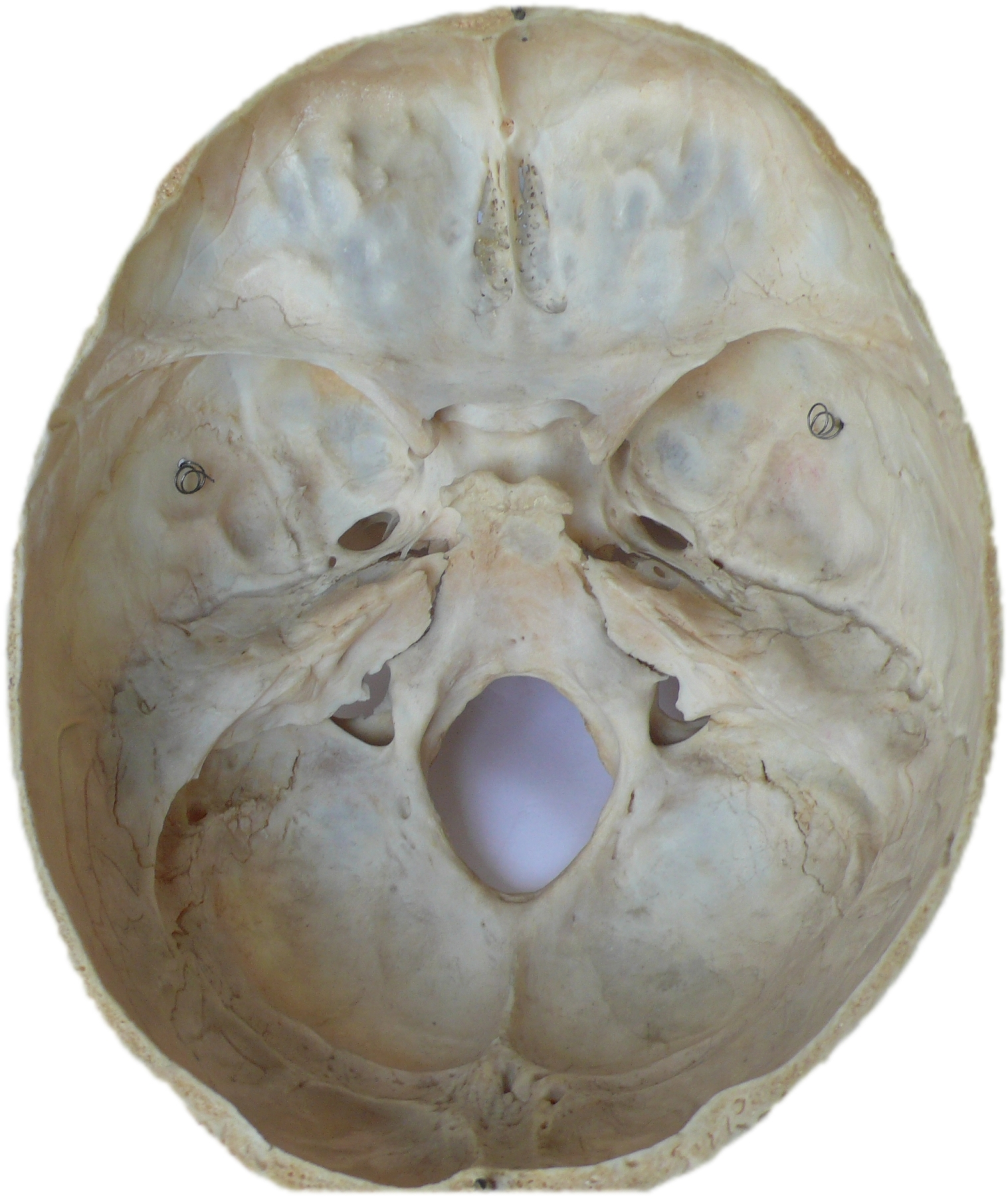
Base del cráneo
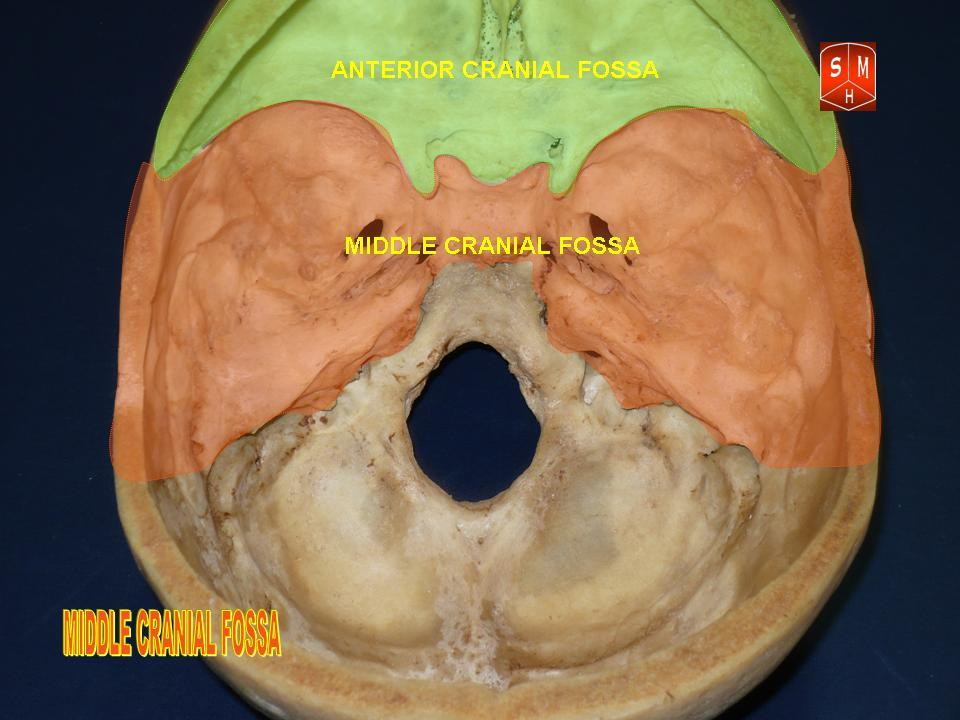
Fosa craneal media
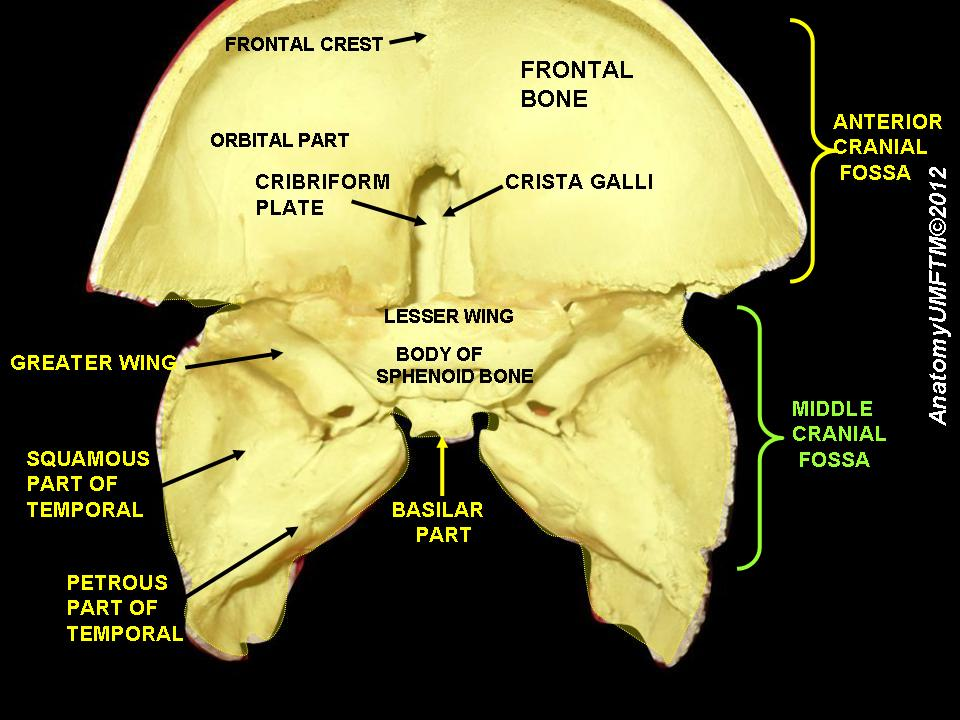
Fosa craneal media